# Saint-Brice-en-Coglès
Saint-Brice-en-Coglès korábbi község Franciaországban, Ille-et-Vilaine megyében. Lakosainak száma 3068 fő (2018. január 1.). Saint-Brice-en-Coglès Coglès, Baillé, Saint-Étienne-en-Coglès, Saint-Marc-le-Blanc, La Selle-en-Coglès és Tremblay községekkel határos.
2017. január 1-jén Saint-Étienne-en-Coglès korábbi községgel egyesült és az így létrejött Maen Roch új község része lett.

## Népesség
A település népessége az elmúlt években az alábbi módon változott:
| Lakosok száma | 2944 | 2963 | 4889 | 3026 | 3068 |
|               | 2013 | 2015 | 2016 | 2017 | 2018 |